# Кас, Кристофер
Кристофер Кас (нем. Christopher Kas; род. 13 июня 1980 года в Тростберге, ФРГ) — немецкий профессиональный теннисист; полуфиналист двух турниров Большого шлема (по разу — в мужском парном и смешанном парном разрядах); победитель пяти турниров ATP в парном разряде.

## Общая информация
Родителей Кристофера зовут Карлхайнц (спортивный журналист) и Элизабет (банковская служащая).
Немец женат; у него и его супруги Марии есть двое детей: дочь Кими София (р. 24 мая 2007 года) и сын Рафаэль Юстус (р. 28 февраля 2011 года).
Кас впервые попробовал себя в теннисе с пяти лет, придя на корт вместе с отцом. Любимое покрытие — трава, лучший удар — подача.
Во внетурнирное время тренируется в академии Breakpoint в Халле, Германия.

## Спортивная карьера
Кристофер почти не играл юниорские турниры, сразу сосредоточившись на внутринемецких и взрослых соревнованиях. Свои первые матчи в протуре он провёл в феврале 1998 года.
Изначально немец пробовал свои силы и в одиночном и в парном разряде, но достаточно рано ему стала понятна собственная неконкурентоспособность в сольных состязаниях: даже на соревнованиях наименее престижной серии — «фьючерс» — ему покорился лишь один турнир, а в более престижной серии — «челленджер» — он и вовсе ни разу не смог пробиться даже в полуфинал. В итоге пик его одиночной карьеры пришёлся на 2002 и 2003 годы, когда Кристофер достиг своего высшего места в рейтинге (224-я строчка) и дважды попробовал свои силы в квалификациях к турнирам Большого шлема (каждый раз признавая своё поражение уже на старте).
В парном разряде хоть какие-нибудь приличные результаты пришли далеко не сразу — Кас долгое время без особого успеха играл соревнования младших серий и лишь к 2005 году смог пробиться хотя бы в топ-200 классификации. В 2002 году, когда одиночный и парный рейтинги Кристофера были почти равны, он выиграл два своих первых «челленджера» в паре — в Брашове и Софии.
В 2004-06-м годах, сотрудничая, в основном, с Филиппом Пецшнером, Кас смог подняться с игр на «фьючерсах» до дебюта на турнирах Большого шлема и регулярных игр на соревнованиях основного тура ATP. Их первый матч на элитном уровне пришёлся на Ролан Гаррос-2006, где немцам уже в первом круге выпали будущие полуфиналисты — Павел Визнер и Лукаш Длоуги. Несколько месяцев спустя Кристофер впервые сыграл и в финале турнира основного тура — в шведском Бостаде, вместе с австрийцем Оливером Марахом, они уступили в титульном матче Йонасу Бьоркману и Томасу Юханссону. Кас достаточно долго не мог взять свой первый титул и дальше, последовательно уступив пять финалов и лишь в июле 2008 года, впервые дойдя до этой стадии вместе с Филиппом Кольшрайбером, закрыл данную брешь в своей статистике в протуре.
Первый выход в восьмёрку сильнейших пар на турнирах Большого шлема вновь оказался связан с альянсом с Филиппом Пецшнером: осенью 2008 года, на Открытом чемпионате США, они пробились в эту стадию переиграв пятую и одиннадцатую пару посева и уступив лишь будущим чемпионам — братьям Брайанам. В дальнейшем Кас сочетал выступления на «челленджерах» и соревнованиях основного тура, уверенно входя в первую сотню классификации и время от времени борясь на равных с элитой парного тура. Финалы и титулы в этот период приходят лишь на небольших турнирах, где партнёрами Кристофера становятся партнёры из немецкоговорящих регионов Европы. Следующий значимый успех приходится на рубеж 2011 и 2012 годов, когда Кас, в паре с Александром Пейей, впервые пробивается в полуфинал турнира Большого шлема — на Уимблдоне, играет на этой же стадии на парижском Мастерсе и выходит в четвертьфинал на Открытого чемпионата Австралии (два последних — в альянсе с мексиканцем Сантьяго Гонсалесом). Данная серия хороших результатов поднимает его к февралю 2012 года на новую высшую точку в парном рейтинге — немец становиться 17-й ракеткой мира. Долго на этом уровне Касу удержаться не удаётся — сначала падают результаты альянса с Гонсалесом, а потом начинается очередная чехарда с партнёрами, дающая возможность лишь уверенно удерживаться в первой сотне.
Пробовал себя Кристофер и в соревнованиях смешанных дуэтов, но большинство его заявок в эти турниры заканчивались ранними поражениями от более сыгранных и квалифицированных в подобных состязаниях альянсов. Впрочем пара турниров удалась и Касу — в 2010 году он вместе с Ваней Кинг дошёл до полуфинала Ролан Гаррос, а пару лет спустя — вместе с Сабиной Лисицки — добрался до этой же стадии на Олимпиаде.
Заигран Кристофер и за пару официальных сборных Германии — в Командном кубке мира и Кубке Дэвиса. В составе первой он выиграл местный приз 2011 года, вместе с Филиппом Пецшнером выиграв на групповой стадии решающую парную встречу против сербов.

## Рейтинг на конец года
| Год  | Одиночный рейтинг | Парный рейтинг |
| 2014 |                   | 131            |
| 2013 |                   | 50             |
| 2012 |                   | 50             |
| 2011 |                   | 23             |
| 2010 | 1000              | 49             |
| 2009 |                   | 33             |
| 2008 |                   | 27             |
| 2007 |                   | 42             |
| 2006 | 744               | 50             |
| 2005 | 866               | 136            |
| 2004 | 827               | 190            |
| 2003 | 721               | 510            |
| 2002 | 240               | 238            |
| 2001 | 432               | 639            |
| 2000 | 461               | 698            |
| 1999 | 886               | 1357           |
| 1998 | 1045              |                |

## Выступления на турнирах

### Финалы турниров ATP в парном разряде (20)

#### Победы (5)
| Титулы                                  |
| --------------------------------------- |
| Турниры Большого шлема (0)              |
| Итоговый турнир ATP (0)                 |
| Мастерс (0)                             |
| ATP International Gold / АТР 500 (0+1*) |
| ATP International / АТР 250 (0+4)       |

| Титулы по покрытиям | Титулы по месту проведения матчей турнира |
| ------------------- | ----------------------------------------- |
| Хард (0+2*)         | Зал (0+1)                                 |
| Грунт (0+2)         | Зал (0+1)                                 |
| Трава (0+1)         | Открытый воздух (0+4)                     |
| Ковёр (0)           | Открытый воздух (0+4)                     |

* количество побед в одиночном разряде + количество побед в парном разряде.
| №  | Дата           | Турнир             | Покрытие | Партнёр            | Соперники в финале            | Счёт    |
| 1. | 13 июля 2008   | Штутгарт, Германия | Грунт    | Филипп Кольшрайбер | Михаэль Беррер Миша Зверев    | 6-3 6-4 |
| 2. | 14 июля 2009   | Халле, Германия    | Трава    | Филипп Кольшрайбер | Андреас Бек Марко Кьюдинелли  | 6-3 6-4 |
| 3. | 3 октября 2010 | Бангкок, Таиланд   | Хард(i)  | Виктор Троицки     | Юрген Мельцер Йонатан Эрлих   | 6-4 6-4 |
| 4. | 5 января 2013  | Доха, Катар        | Хард     | Филипп Кольшрайбер | Юлиан Ноул Филип Полашек      | 7-5 6-4 |
| 5. | 4 августа 2013 | Кицбюэль, Австрия  | Грунт    | Мартин Эммрих      | Лукаш Длоуги Франтишек Чермак | 6-4 6-3 |

#### Поражения (15)
| №   | Дата            | Турнир                | Покрытие | Партнёр            | Соперники в финале                   | Счёт           |
| 1.  | 16 июля 2006    | Бостад, Швеция        | Грунт    | Оливер Марах       | Йонас Бьоркман Томас Юханссон        | 3-6 6-4 [4-10] |
| 2.  | 23 июля 2006    | Амерсфорт, Нидерланды | Грунт    | Лукас Арнольд Кер  | Фернандо Висенте Альберто Мартин     | 4-6 3-6        |
| 3.  | 29 июля 2007    | Кицбюэль, Австрия     | Грунт    | Томас Беренд       | Луис Орна Потито Стараче             | 6-7(4) 6-7(5)  |
| 4.  | 14 октября 2007 | Вена, Австрия         | Хард(i)  | Томас Беренд       | Марцин Матковский Мариуш Фирстенберг | 4-6 2-6        |
| 5.  | 2 марта 2008    | Загреб, Хорватия      | Хард(i)  | Рогир Вассен       | Джордан Керр Пол Хенли               | 3-6 6-3 [8-10] |
| 6.  | 26 октября 2008 | Базель, Швейцария     | Хард(i)  | Филипп Кольшрайбер | Махеш Бхупати Марк Ноулз             | 3-6 3-6        |
| 7.  | 8 февраля 2009  | Загреб, Хорватия (2)  | Хард(i)  | Рогир Вассен       | Мартин Дамм Роберт Линдстедт         | 4-6 3-6        |
| 8.  | 18 июля 2010    | Штутгарт, Германия    | Грунт    | Филипп Пецшнер     | Карлос Берлок Эдуардо Шванк          | 6-7(5) 6-7(6)  |
| 9.  | 27 февраля 2011 | Делрей-Бич, США       | Хард     | Александр Пейя     | Скотт Липски Раджив Рам              | 6-4 4-6 [3-10] |
| 10. | 1 мая 2011      | Мюнхен, Германия      | Грунт    | Андреас Бек        | Симоне Болелли Орасио Себальос       | 6-7(3) 4-6     |
| 11. | 31 июля 2011    | Гштад, Швейцария      | Грунт    | Александр Пейя     | Филип Полашек Франтишек Чермак       | 3-6 6-7(7)     |
| 12. | 27 августа 2011 | Уинстон-Сейлем, США   | Хард     | Александр Пейя     | Энди Рам Йонатан Эрлих               | 6-7(2) 4-6     |
| 13. | 6 января 2012   | Доха, Катар           | Хард     | Филипп Кольшрайбер | Филип Полашек Лукаш Росол            | 3-6 4-6        |
| 14. | 14 апреля 2013  | Касабланка, Марокко   | Грунт    | Дастин Браун       | Юлиан Ноул Филип Полашек             | 3-6 2-6        |
| 15. | 24 мая 2014     | Дюссельдорф, Германия | Грунт    | Мартин Эммрих      | Сантьяго Гонсалес Скотт Липски       | 5-7 6-4 [3-10] |

### Финалы командных турниров (1)

#### Победы (1)
| №  | Год  | Турнир               | Команда                                                 | Соперник в финале                              | Счёт |
| 1. | 2011 | Командный Кубок мира | Германия · Ф. Кольшрайбер, Ф. Майер, Ф. Пецшнер, К. Кас | Аргентина · М. Гонсалес, Х. Монако, Х. И. Чела | 2-1  |

## История выступлений на турнирах
| Турнир                       | 2006  | 2007  | 2008  | 2009          | 2010          | 2011          | 2012  | 2013  | 2014  | Итог   | В/П за карьеру |
| ---------------------------- | ----- | ----- | ----- | ------------- | ------------- | ------------- | ----- | ----- | ----- | ------ | -------------- |
| Турниры Большого шлема       |       |       |       |               |               |               |       |       |       |        |                |
| Открытый чемпионат Австралии | -     | 1Р    | 3Р    | 2Р            | 1Р            | 1Р            | 1/4   | 1Р    | 2Р    | 0 / 8  | 7-8            |
| Открытый чемпионат Франции   | 1Р    | 1Р    | 2Р    | 3Р            | 1Р            | 3Р            | 2Р    | 3Р    | 1Р    | 0 / 9  | 7-9            |
| Уимблдонский турнир          | 1Р    | 3Р    | 3Р    | 3Р            | 1Р            | 1/2           | 2Р    | -     | 1Р    | 0 / 8  | 10-8           |
| US Open                      | 2Р    | 1Р    | 1/4   | 1Р            | 3Р            | 1Р            | 1Р    | 2Р    | -     | 0 / 8  | 7-8            |
| Итог                         | 0 / 3 | 0 / 4 | 0 / 4 | 0 / 4         | 0 / 4         | 0 / 4         | 0 / 4 | 0 / 3 | 0 / 3 | 0 / 33 |                |
| В/П в сезоне                 | 1-3   | 2-4   | 7-4   | 4-4           | 2-4           | 6-4           | 5-4   | 3-3   | 1-3   |        | 31-33          |
| Олимпийские игры             |       |       |       |               |               |               |       |       |       |        |                |
| Летняя олимпиада             | НП    | НП    | -     | Не проводился | Не проводился | Не проводился | 1Р    | НП    | НП    | 0 / 1  | 0-1            |

| Турнир                       | 2007  | 2008  | 2009          | 2010          | 2011          | 2012  | Итог   | В/П за карьеру |
| ---------------------------- | ----- | ----- | ------------- | ------------- | ------------- | ----- | ------ | -------------- |
| Турниры Большого шлема       |       |       |               |               |               |       |        |                |
| Открытый чемпионат Австралии | -     | -     | 2P            | 2P            | -             | 1P    | 0 / 3  | 2-3            |
| Открытый чемпионат Франции   | -     | -     | 1Р            | 1/2           | -             | 1Р    | 0 / 3  | 3-3            |
| Уимблдонский турнир          | 1Р    | -     | 3Р            | 1Р            | 1Р            | -     | 0 / 4  | 0-4            |
| Открытый чемпионат США       | -     | 1Р    | 1Р            | -             | 1Р            | -     | 0 / 3  | 0-3            |
| Итог                         | 0 / 1 | 0 / 1 | 0 / 4         | 0 / 3         | 0 / 2         | 0 / 2 | 0 / 13 |                |
| В/П в сезоне                 | 0-1   | 0-1   | 1-4           | 4-3           | 0-2           | 0-2   |        | 5-13           |
| Олимпийские игры             |       |       |               |               |               |       |        |                |
| Летняя олимпиада             | НП    | -     | Не проводился | Не проводился | Не проводился | 1/2   | 0 / 1  | 2-2            |